# Liste der Baudenkmale in Lietzen
In der Liste der Baudenkmale in Lietzen sind alle Baudenkmale der brandenburgischen Gemeinde Lietzen und ihrer Ortsteile aufgelistet. Grundlage ist die Veröffentlichung der Landesdenkmalliste mit dem Stand vom 31. Dezember 2020.

## Baudenkmale
In den Spalten befinden sich folgende Informationen:
- ID-Nr.: Die Nummer wird vom Brandenburgischen Landesamt für Denkmalpflege vergeben. Ein Link hinter der Nummer führt zum Eintrag über das Denkmal in der Denkmaldatenbank. In dieser Spalte kann sich zusätzlich das Wort Wikidata befinden, der entsprechende Link führt zu Angaben zu diesem Denkmal bei Wikidata.
- Lage: die Adresse des Denkmales und die geographischen Koordinaten. Link zu einem Kartenansichtstool, um Koordinaten zu setzen. In der Kartenansicht sind Denkmale ohne Koordinaten mit einem roten beziehungsweise orangen Marker dargestellt und können in der Karte gesetzt werden. Denkmale ohne Bild sind mit einem blauen bzw. roten Marker gekennzeichnet, Denkmale mit Bild mit einem grünen beziehungsweise orangen Marker.
- Bezeichnung: Bezeichnung in den offiziellen Listen des Brandenburgischen Landesamtes für Denkmalpflege. Ein Link hinter der Bezeichnung führt zum Wikipedia-Artikel über das Denkmal.
- Beschreibung: die Beschreibung des Denkmales
- Bild: ein Bild des Denkmales und gegebenenfalls einen Link zu weiteren Fotos des Baudenkmals im Medienarchiv Wikimedia Commons

### Lietzen
| ID-Nr.            | Lage                | Bezeichnung | Beschreibung | Bild           |
| ----------------- | ------------------- | --- | --- | -------------- |
| 09180517 Wikidata | (Lage)              | Dorfkirche | Die evangelische Kirche stammt aus der ersten Hälfte des 13. Jahrhunderts, im Jahre 1729 wurde die Kirche umgebaut. Nach Zerstörungen im Krieg wurde die Kirche 1947 wieder aufgebaut. | weitere Bilder |
| 09180518 Wikidata | Lietzen-Nord (Lage) | Gesamtanlage der Komturei Lietzen mit Komtureikirche, Herrenhaus, Park, Umfassungsmauer, Mühlengebäuden und Speicher | Die ehemalige Komturei des Templerordens wurde im Jahre 1244 erstmals erwähnt. Die Säkularisation fand im Jahre 1811 statt.                                                            | weitere Bilder |